# Pod Skałą
Pod Skałą – osada w Polsce, położona w województwie małopolskim, w powiecie krakowskim, w gminie Jerzmanowice-Przeginia. Wchodzi w skład sołectwa Racławice.
W latach 1975–1998 miejscowość administracyjnie należała do województwa krakowskiego.